# 金顶毗卢派
金顶毗卢派，简称毗卢派，也作毗陵派，属于禅宗支派，因崇奉毗卢遮那佛而得名，是中国东北地区汉传佛教的一个分支，以辽宁省鞍山市千山景区为传播中心。

## 宗派祖师
金顶毗卢派遥尊寶誌禪師为第一代祖师。

## 历史

### 金朝
宝志禅师之后，毗卢派传承情况不详。毗卢派也曾在金明昌元年（1190）十一月遭到禁止。金末元初，毗卢派被耶律楚材当成佛教异端看待。

### 明朝
明初毗卢派一位中兴祖师是昌海禅师。昌海禅师主要活动于山西、北京一带。

### 清朝
清康熙五十九年（1720），金顶毗卢派传入辽宁省千山景区。到清乾隆年间，毗卢派发展进入全盛期，僧侣规模在千山诸寺中则已占据绝对优势，千山五大禅林几乎全是毗卢派的僧侣。千山毗卢派规模最大，逐渐发展成为毗卢派的一大中心。

### 中华民国及满洲国
中华民国及满洲国时期，当时辽宁省汉传佛教各宗派寺庙数量与1940年吉林省汉传佛教各宗派寺庙、僧人数量统计如下： 
| 宗派 | 禅宗   | 禅宗   | 禅宗   | 净土宗 |
| 支派 | 毗卢派 | 曹洞宗 | 临济宗 | 110    |
| 数量 | 133    | 62     | 55     | 110    |

| 宗派     | 禅宗   | 禅宗   | 禅宗   | 禅宗     | 禅宗     | 净土宗 | 真言宗 | 天台宗 | 不明宗派 |
| 支派     | 毗卢派 | 临济宗 | 曹洞宗 | 曹洞宗   | 不明支派 | 净土宗 | 真言宗 | 天台宗 | 不明宗派 |
| 支系     | 毗卢派 | 临济宗 | 46     | 贾菩萨派 | 不明支派 | 净土宗 | 真言宗 | 天台宗 | 不明宗派 |
| 寺庙数量 | 22     | 219    | 46     | 9        | 38       | 11     | 16     | 17     | 65       |
| 僧人数量 | 42     | 643    | 111    | 10       | 102      | 79     | 44     | 193    | 261      |